# Dorfkirche Pritzen

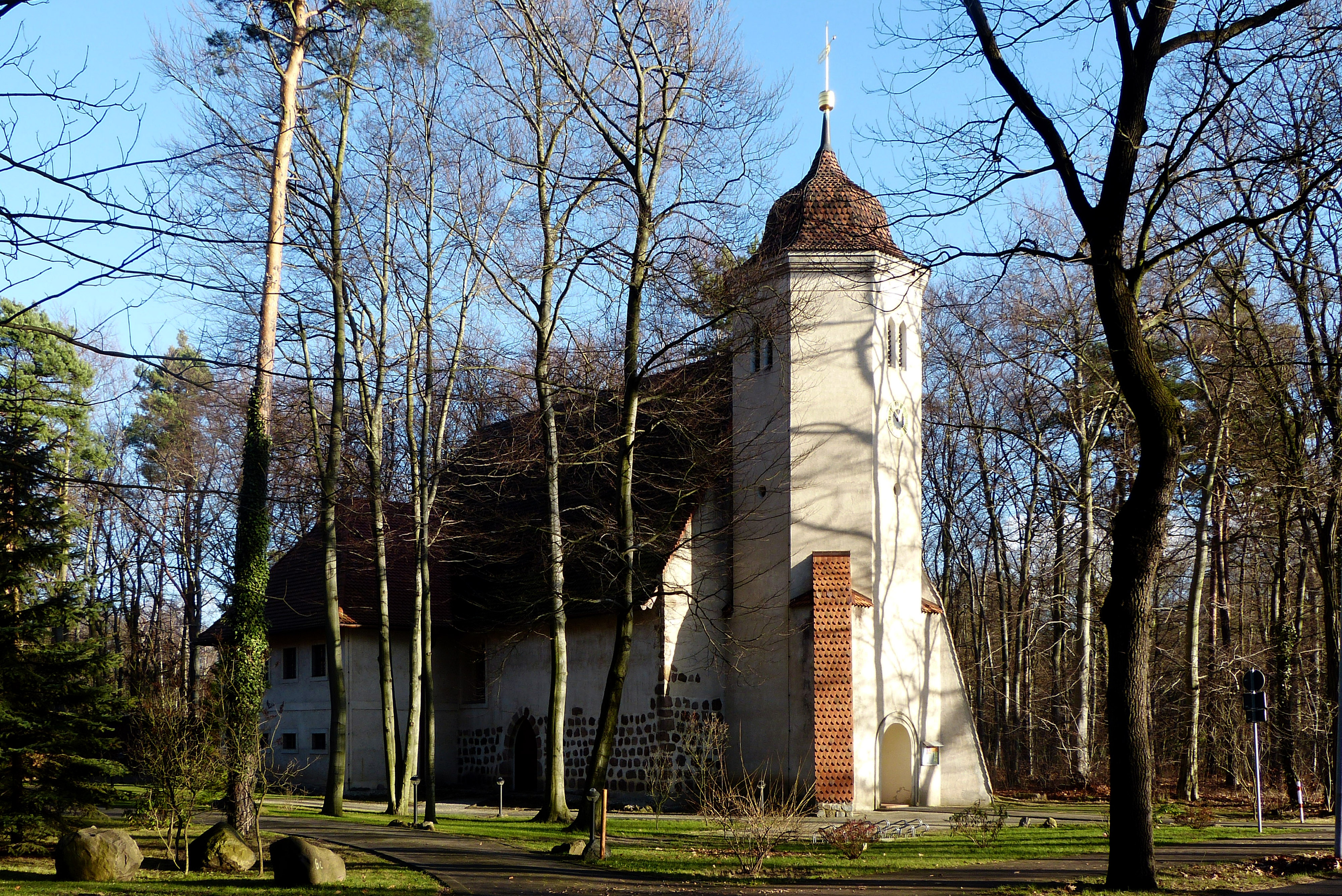
Wiederaufgebaute Dorfkirche Pritzen am neuen Standort als Evangelische Auferstehungskirche

Die Dorfkirche Pritzen war ein etwa 700 Jahre alter Kirchenbau und befand sich in der von völliger Devastierung bedrohten Ortslage Pritzen in der Gemeinde Altdöbern. 1973 war vom damaligen Rat des Kreises Calau beschlossen worden, Pritzen umzusiedeln. Die Umsiedlung erfolgte dabei in mehreren Schritten über mehrere Jahre. Es handelt sich um das einzige Kirchengebäude in der DDR, das samt Kirchenausstattung vollständig abgetragen und an einer anderen Stelle wieder aufgebaut wurde.

## Geschichte
Die Dorfkirche Pritzen wurde ursprünglich im 14. Jahrhundert als romanischer Kirchenbau errichtet. Im Jahr 1585 erfolgte für Teile der Inneneinrichtung, so dem Altar, ein Umbau im Stil der Renaissance. 1681 (andere Angaben 1770) wurde mit dem Anbau des Kirchturmes der Kirchenbau in seinem Aussehen wesentlich verändert. Später musste auf Grund von Bodensetzungen und schon begonnener leichter Westneigung des Turmes dieser durch seitliche Stützmauern abgefangen werden. 1714 erfolgte eine nochmalige Erweiterung durch einen zweigeschossigen Anbau mit Walmdach. Im Jahr 1841 wurde durch den Niederlausitzer Orgelbauer Eduard Glietsch der Einbau einer Manual-Pedal-Neun-Register Orgel realisiert. Die Ilse Bergbau Aktiengesellschaft kaufte im Jahr 1920 die Kirche, hatte zunächst aber kein großes Interesse an einer Instandsetzung. Im Juni 1929 reiste der Provinzialkonservator Erich Blunck nach Calau und besichtigte dabei auch ungeplant die Kirche in Pritzen. Ihm fiel ein nicht mehr genutzter Altar auf, der dringend instandgesetzt werden musste. Dem Zufall ist es zu verdanken, dass wenige Wochen später der Berliner Konsistorialrat Wilhelm Lütkemann ebenfalls auf den Altar aufmerksam wurde und sowohl dem Provinzialkonservator wie auch dem Superintendenten von seiner Beobachtung berichtete. Blunck brachte den Altar in die von Max Kutschmann geleitete Unterrichtsanstalt des Kunstgewerbemuseums Berlin. In der dortigen Werkstatt sollte der Altar wie auch eine kleine Pietà aus Pritzen „in auftretenden Arbeitspausen“ wiederhergestellt werden. Der Werkstattleiter Paul Thol erstellte zwei Berichte zur Restaurierung der Werke und ließ seine Studenten daran arbeiten. Blunck und Lütkemann setzten sich anschließend dafür ein, dass das gesamte Bauwerk in Pritzen restauriert wurde. So wurden im Jahre 1937 die Inneneinrichtung und im Jahr 1938 die Holzbalkendecke sowie die Innenausmalung erneuert. Durch diese Aktivitäten befand sich das Bauwerk auch noch Jahrzehnte später in einem guten Zustand. Der damalige Leiter der Cottbuser Denkmalpflege Peter Schuster sprach sich daher für den Erhalt des Bauwerks und den Umzug des Inventars aus. Er argumentierte dabei im Jahr 1986 unter anderem mit einem Gutachten, das Blunck in den 1930er-Jahren erstellt hatte und sämtliche baulichen Maßnahmen sowie die weiteren Restaurierungs- und Ergänzungsmaßnahmen der Ausstattungsstücke aufführte.

## Abbau und Rettung

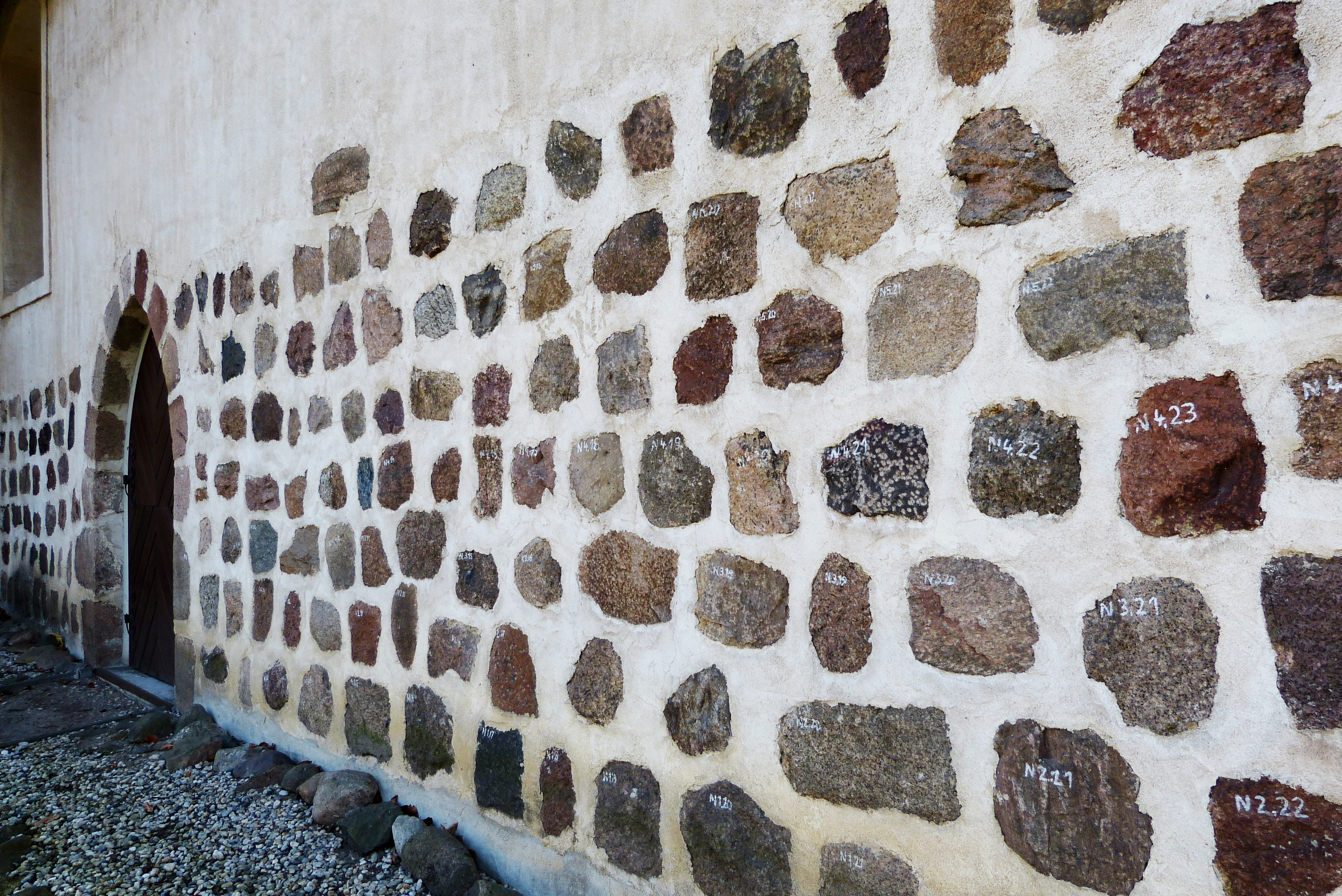
Erkennbare Nummerierung der Translozierung der Dorfkirche Pritzen zum jetzigen Standort Spremberg

Die mittelalterliche Kirche musste 1988 dem vorrückenden Braunkohletagebau Greifenhain weichen. Am 28. Februar 1988 fand der letzte Gottesdienst am alten Standort in Pritzen statt. Die Kirchenausstattung sollte zunächst in ein anderes Bauwerk gebracht werden. Bei Vermessungen stellten Experten fest, dass die Kirche in Madlow auf Grund ihrer Abmessungen geeignet sei, die Kunstgegenstände aufzunehmen. Dennoch war klar, dass es zu einer Zerstörung kirchlicher Substanz kommen würde. Daraufhin war ein Transport nach Neupetershain im Gespräch, der durch die dortige Ausweitung des Braunkohleabbaus schließlich ebenfalls verworfen wurde. Schließlich verständigten sich die Beteiligten auf eine Umsetzung nach Spremberg. Die kulturhistorisch wertvolle Kirche konnte dank des Engagements von Denkmalschützern und Mitgliedern der Kirche gerettet werden. Das Gotteshaus wurde, beginnend im Frühjahr 1988, nach denkmalpflegerischen Aspekten zerlegt und vorerst in der Nähe von Vetschau zwischengelagert.
Nach vielen Diskussionen um einen neuen Standort einigte man sich auf ein etwa 3000 Quadratmeter großes Grundstück in Spremberg in unmittelbarer Nähe des Waldfriedhofs. Der Ort wurde unter anderem deshalb gewählt, weil im benachbarten Neubaugebiet Schomberg zahlreiche Einwohner anderer bereits devastierter Orte wie Wolkenberg und Stradow eine neue Heimat gefunden hatten.
Fachgerecht abgebaut, nummeriert und eingelagert wurden dabei unter anderem sieben Türen, sieben Fenster, 25.000 Dachziegel, 14.000 Kanthölzer des Dachstuhls und 6.000 Fußbodenplatten. Zugutekam den Denkmalschützern der Umstand, dass die Kirche in den Jahren 1936–1938 durch das damalige Bergbauunternehmen Ilse Bergbau AG umfangreich saniert und deshalb in einem sehr guten Zustand war.

## Wiederaufbau

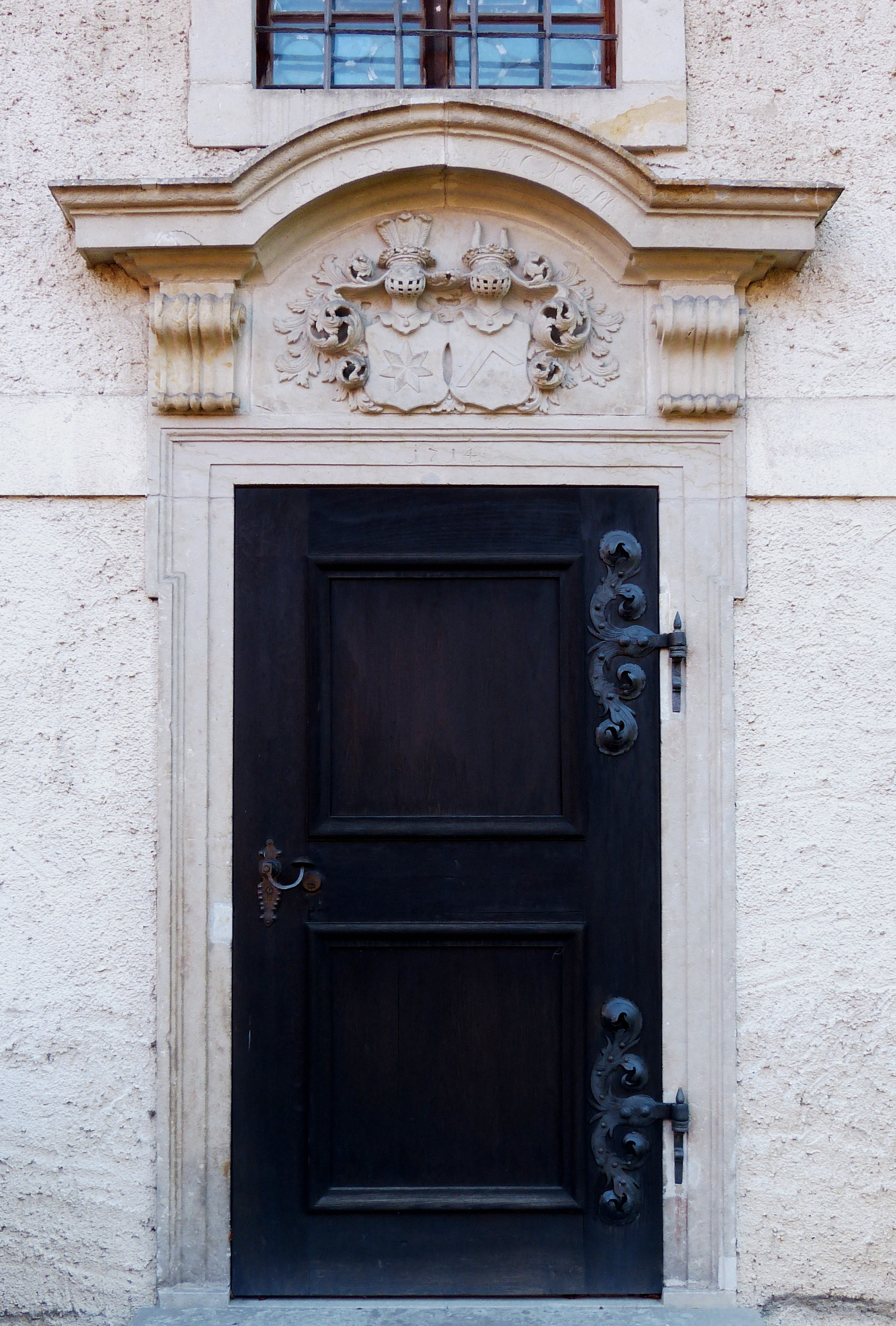
Detail Seitlicher Anbau

Im Dezember 1991 wurde am neuen Standort in Spremberg mit dem Gießen der Fundamente der Wiederaufbau begonnen. Am 3. August 1992 erfolgte die feierliche Grundsteinlegung und am 12. Dezember wurde Richtfest gefeiert. Am Ostermontag, dem 4. April 1994, wurde die ehemalige Pritzener Dorfkirche nunmehr als Evangelische Auferstehungskirche Spremberg feierlich eingeweiht.
Die Auferstehungskirche Spremberg ist heute in Südwest-Nordost-Ausrichtung erbaut.
Die Kirche besteht aus einem längsrechteckigen Kirchenschiff, mit drei Rundbogenfenstern auf der Nord- und zwei auf der Ostseite, einem flachen Chorabschluss und einem vollständig verputzten Kirchturm mit oktogonalem Grundriss an der Südseite. Ein ursprünglich vorhandener zusätzlicher Eingang auf der Ostseite existiert nicht mehr. Im unteren Bereich ist das Kirchenschiff mit Natursteinquadern verblendet. An diesen sind noch deutlich die Nummerierungen der Translozierung erkennbar. Der Hauptzugang erfolgt durch eine im Turmsockel angeordnete Rundbogentür. Der Turm selbst ist mit schrägen Stützpfeilern versehen, die nachträglich im Jahr 2012 mit Flachziegeln versehen wurden. Im nordwestlichen rauverputzen zweigeschossigen Anbau sind im Erdgeschoss die Sakristei und im Obergeschoss die Patronatsloge untergebracht. Die Patronatsloge ist durch eine Fensterfront zum Kirchenraum abtrennbar. Beachtenswert ist dabei, dass sich diese Fenster durch einen speziellen Mechanismus in die darunter liegende Holzverkleidung versenken lassen. Der Zugang zu dem seitlichen Anbau ist durch eine Sandsteineinfassung geschmückt. Auf den geschwungenen Portalen über diesem Eingang sind die Buchstaben „C. H. K. O. und A. C. K. G. M.“ sowie das Datum der ursprünglichen Erbauung 1714 eingearbeitet. Unter den Portalen mit den Buchstaben befindet sich das Allianzwappen der Gutsherren von Knoch, welche seit 1661 die Herrschaft auf Pritzen innehatten. Der in den 1930er-Jahren restaurierte Altar dient heute als Mittelschrein auf dem Altarblock. Zur weiteren Innenausstattung gehören auch ein hölzerner Taufstein in oktogonaler Kelchform mit Balusterfuß und ornamentalen Schnitzereien aus dem Jahr 1675, ein sandsteinerner Hängeepitaph und zwei Grabmale. Das Hängeepitaph, welches im südlichen Chorbereich angebracht ist, wurde Christian Ernst von Knoch (1686–1756) gewidmet. Darunter befindet sich das Grabmal von Gottlob Ernst Ferdinant von Knoch, das in Form eines Obelisken mit trauernder Putto ausgeführt ist.

## Nachtrag
Mit der Wende in der DDR und der damit verbundenen Stilllegung ganzer Kraftwerkkomplexe stoppte im Oktober 1992 auch der Tagebau Greifenhain, kurz vor der Ortsmitte des schon zu 75 % abgebaggerten Pritzen. Auf dem ehemaligen Standort der Dorfkirche steht heute der hölzerne Glockenturm des 1992 devastierten Ortes Wolkenberg, der am 15. Oktober 1993 per Hubschrauber hierher überführt wurde.